# Monjok Barat
Monjok Barat is een bestuurslaag in het regentschap Mataram van de provincie West-Nusa Tenggara, Indonesië. Monjok Barat telt 6207 inwoners (volkstelling 2010).